# Himno del estado Amazonas
El Himno del estado Amazonas es el himno oficial del estado venezolano de Amazonas. Fue escrito y compuesto por Hernán Gruber Odremán.

## Letra
Himno del estado Amazonas

— Coro —

Amazonas tu tierra engalana

las espumas del bravo raudal,

y en tu selva se yergue el Autana,

atalaya de todo tu lar.

— I —

Para honrar la memoria sagrada

del glorioso y noble Mariscal

de Ayacucho, su gesta preciada

tomó el nombre de tu gran capital

— II —

En tu Sierra Parima imponente

nace el río Orinoco, que Dios

en sus aguas sonoras, corrientes,

a tu pueblo alimento ofrendó

— III —

Un emporio bendito es tu suelo,

de aborigen refugio y hogar;

de la patria ellos son lo primero,

y su origen honra nacional.

— IV —

Tu gran pueblo marcha al porvenir

con coraje y nobleza ideal

y en tu cielo veremos lucir

Amazonas, tu prez sin igual.